# Scottish Professional Championship 1980
Die Scottish Professional Championship 1980 war ein professionelles Snookerturnier ohne Einfluss auf die Snookerweltrangliste (Non-ranking-Turnier), das am 2. und 3. April 1980 im Rahmen der Saison 1979/80 im Cumbernauld Theatre im schottischen Cumbernauld zur Ermittlung des schottischen Profimeisters ausgetragen wurde. Sieger der ersten Ausgabe des Turnieres seit 1954 wurde Eddie Sinclair, der im einzigen Spiel des Turnieres Chris Ross besiegte. Welcher der beiden Spieler das höchste Break erzielte, ist genauso unbekannt wie Angaben zum Preisgeld.

## Das Spiel
In den 1940ern und 1950ern wurde die Scottish Professional Championship regelmäßig ausgetragen, danach aber eingestellt. Teilweise lag das auch daran, dass es keine schottischen Profispieler gab. Erst 1979 wagte Eddie Sinclair den Schritt auf die Profitour, auf der Chris Ross formal schon ab 1976 spielte. Bereits 1980 entschloss man sich zu einer Neuauflage der Scottish Professional Championship. Mangels anderer Profispieler nahmen erstmal nur diese beiden Spieler teil; das Entscheidungsspiel fand am 2. und 3. April 1980 im Cumbernauld Theatre in Cumbernauld statt. Ausgetragen wurde es im Modus Best of 21 Frames. Die Ergebnisse der einzelnen Frames sind zwar unbekannt, doch am Ende wurde Sinclair mit 11:6 schottischer Profimeister.
| Finale: Best of 21 Frames Cumbernauld Theatre, Cumbernauld, Schottland, 2. und 3. April 1980 |                |            |
| Eddie Sinclair                                                                               | 11:6           | Chris Ross |
| Die Ergebnisse der einzelnen Frames sind unbekannt.                                          |                |            |
| –                                                                                            | Höchstes Break | –          |
| –                                                                                            | Century-Breaks | –          |
| –                                                                                            | 50+-Breaks     | –          |